# Mega Man Anniversary Collection
Mega Man Anniversary Collection es una recopilación exclusiva de Norteamérica de diez videojuegos con el personaje Mega Man de Capcom. Cuenta con los ocho primeros juegos de Mega Man, así como dos juegos de arcade desbloqueables que sólo tuvieron un lanzamiento limitado fuera de Japón. Otros desbloqueables incluyen artworks originales y música remezclada. La antología es bastante completa, aunque varios juegos de historias secundarias como Mega Man & Bass y Mega Man Soccer no están incluidos, el más antiguo debido a su reciente lanzamiento en Game Boy Advance.
Cada juego tiene una estructura casi idéntica: recorrer ocho etapas temáticas (seis en el primer juego) para enfrentarse a los robots jefes, adquirir nuevas armas y habilidades, y luego derrotar al maestro de los robots, el Dr. Wily. Una característica adicional es el "Navi Mode" para los primeros seis títulos, que ofrece consejos y rutas para completar cada fase.

## Juegos incluidos
- Mega Man, lanzado en 1987
- Mega Man 2, lanzado en 1988
- Mega Man 3, lanzado en 1990
- Mega Man 4, lanzado en 1991
- Mega Man 5, lanzado en 1992
- Mega Man 6, lanzado en 1993
- Mega Man 7, lanzado en 1995
- Mega Man 8, lanzado en 1996/1997
- Mega Man: The Power Battle, lanzado en 1996
- Mega Man 2: The Power Fighters, lanzado en 1997